# Absolutyw
Absolutyw (łac. absolutivus) – przypadek gramatyczny; w językach ergatywno-absolutywnych określa podmiot czasownika nieprzechodniego oraz dopełnienie czasownika przechodniego.